# Georg Buschner
Georg Buschner (født 25. december 1925 i Gera, død 12. februar 2007 i Jena) var en østtysk fodboldspiller og -træner, der fungerede som landstræner for DDR i perioden 1970-1981.

## Karriere

### Klubkarriere
Buschner indledte sin aktive karriere som spiller i 1949 i BSG Motor Gera, hvor han spillede frem til 1952, og herefter skiftede han til SC Motor Jena, hvor han spillede frem til 1958, hvorpå han indstillede den aktive karriere. Han var forsvarsspiller.

### Landshold
I perioden 1954 til 1957 spillede Buschner seks landskampe for DDR.

### Som træner
Kort efter afslutningen af spillerkarrieren blev Buschner træner for den klub, han sluttede i, Jena. Det gik så godt, at han førte klubben til tre østtyske mesterskaber og en sejr i den østtyske pokalturnering.
Dernæst blev han hentet ind som landstræner for DDR i 1970 (han stoppede i Jena i 1971). Han stod bag landsholdet, mens de hentede deres største triumfer op gennem 1970'erne, startende med bronzemedaljerne ved OL 1972 i München. To år senere kom DDR for første og eneste gang med til en VM-slutrunde, som foregik i Vesttyskland. Her gik holdet videre fra indledende runde efter at have besejret hjemmeholdet i sidste kamp i en af turneringens største overraskelser i tidens løb. Vesttyskland var dog allerede sikret videre deltagelse og endte med at bliver verdensmestre, mens DDR ikke kom videre end mellemrunden.
Ved OL 1976 i Montreal opnåede han det bedste resultat i DDR's fodboldhistorie, da holdet vandt guld efter sejr over Polen i finalen. For denne præstation modtog han Fædrelandets Fortjenstorden i sølv.